# 리듬 0
리듬 0(Rhythm 0) (1974)은 세르비아 예술가 마리나 아브라모비치가 이탈리아 나폴리의 스튜디오 모라에서 6시간동안 공연했던 행위 예술 작품이다. 이 작품에서, 아브라모비치는 계속 서있었고 초대된 관객들은 테이블 위에 아브라모비치가 둔 72개의 물건 중 하나를 이용해서 그녀에게 하고싶은 것을 하였다. 72개의 물건 중에는 장미, 가죽, 향수, 꿀, 빵, 포도, 와인, 가위, 메스, 손톱, 금속 막대기, 그리고 총알 한 발이 장전된 총이 포함되었다.
별개로 나눠진 무대는 없었다. 아브라모비치와 관객들은 같은 공간에 서있었고, 작품에 대한 설명 글은 작품의 일부로써 작품의 의도를 명확히 하였다. 아브라모비치가 말하기를, 작품의 목적은 관객들이 얼마나 더 나서는지에 대해 알아보고자 하는 것이었다: "관객들은 이런 종류의 상황에서 무엇에 대해 할 것이며, 그리고 무엇을 할 것인가?"

## 공연
아브라모비치의 설명은 테이블 위에 올려져 있었다.

안내.

테이블 위에는 당신이 원하는 대로 무언가 할 수 있는 72가지의 물체가 있습니다.

공연.

나는 물체입니다.

이 시간 동안 나는 모든 책임을 집니다.

기간: 6 시간 (오후 8시 - 오전 2시).
아브라모비치는 이 작품에 대해 "그녀의 몸을 한계점에 밀어 넣었다"고 말했다. 관객들은 그녀에게 장미 혹은 키스를 주면서, 평온하게 시작했다. 당시 예술 평론가 토마스 맥에빌리는 다음과 같이 썼다:

공연은 온화하게 시작했다. 누군가는 그녀 주위를 돌았다. 누군가는 그녀의 팔을 공중에서 찔렀다. 누군가는 그녀를 다소 친근하게 만졌다. 나폴리의 밤은 뜨거워지기 시작했다. 공연 3시간이 지나자 그녀의 옷은 모두 면도날에 찢겼다. 공연 4시간이 지나자 같은 면도날은 그녀의 피부를 살펴보기 시작했다. 그녀의 목은 그어져 이제 누군가는 그녀의 피를 빨 수 있었다. 다양하고 소소한 성폭행은 그녀의 몸에 수행되었다. 그녀는 강간 혹은 살인에 저항하지 못하는 그 작품에 전념했다. 인간 심리의 암묵적인 실패와 함께 그녀의 의지의 포기를 직면했을 때, 그 관객 속에서 그녀를 보호하려고 드는 무리는 그 스스로를 규정하기 시작했다. 장전된 총은 마리나의 머리를 찔렀고 그녀의 손가락은 방아쇠 근처로 가져가졌다. 싸움은 관객 무리 사이에서 일어났다."
아브라모비치가 이후 공연에 대해 묘사하기를 다음과 같이 말했다. "내가 배운 것은 ... 만약 당신이 그 작품에서 관객 앞에 나선다면, 그들은 당신을 죽일 수 있다 ... 난 정말 위협을 느꼈다: 내 배 위에는 장미 가시가 붙었으며, 한 사람은 내 머리에다 총을 겨눴고, 그리고 누군가는 치워버렸다. 그것은 공격적인 분위기를 만들었다. 정확히 6시간 후에, 나는 일어났고 관객들을 향하여 걷기 시작했다. 모두가 달아났다, 실질적인 대치로부터 탈출하기 위해."
미술관이 그 작품의 공연 시간이 다 됐음을 알렸을 때, 아브라모비치는 다시 움직이기 시작했고, 그녀가 말하길 사람으로서의 그녀를 마주칠 수 없었던 관객들은 나가버렸다고 한다.

## 평판
리듬 0은 컴플렉스 잡지에서 역사상 가장 훌륭한 행위 예술 작품 9위로 선정되었다.

## 같이 보기
- 스탠퍼드 감옥 실험